# Castelo de Cropières

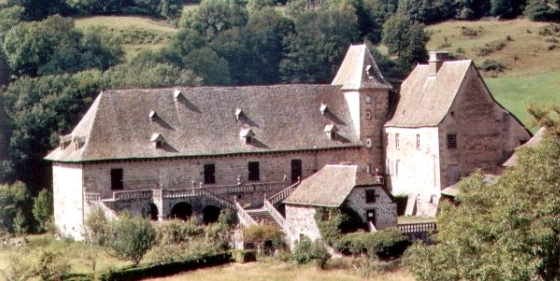
Castelo de Cropières

O Château de Cropières é um castelo histórico em Raulhac, Cantal, Auvergne, na França.

## História
O castelo foi construído no século XIII.

## Valor arquitectónico
Está listado como um monumento histórico oficial pelo Ministério da Cultura da França desde 1986.